# Synclavier

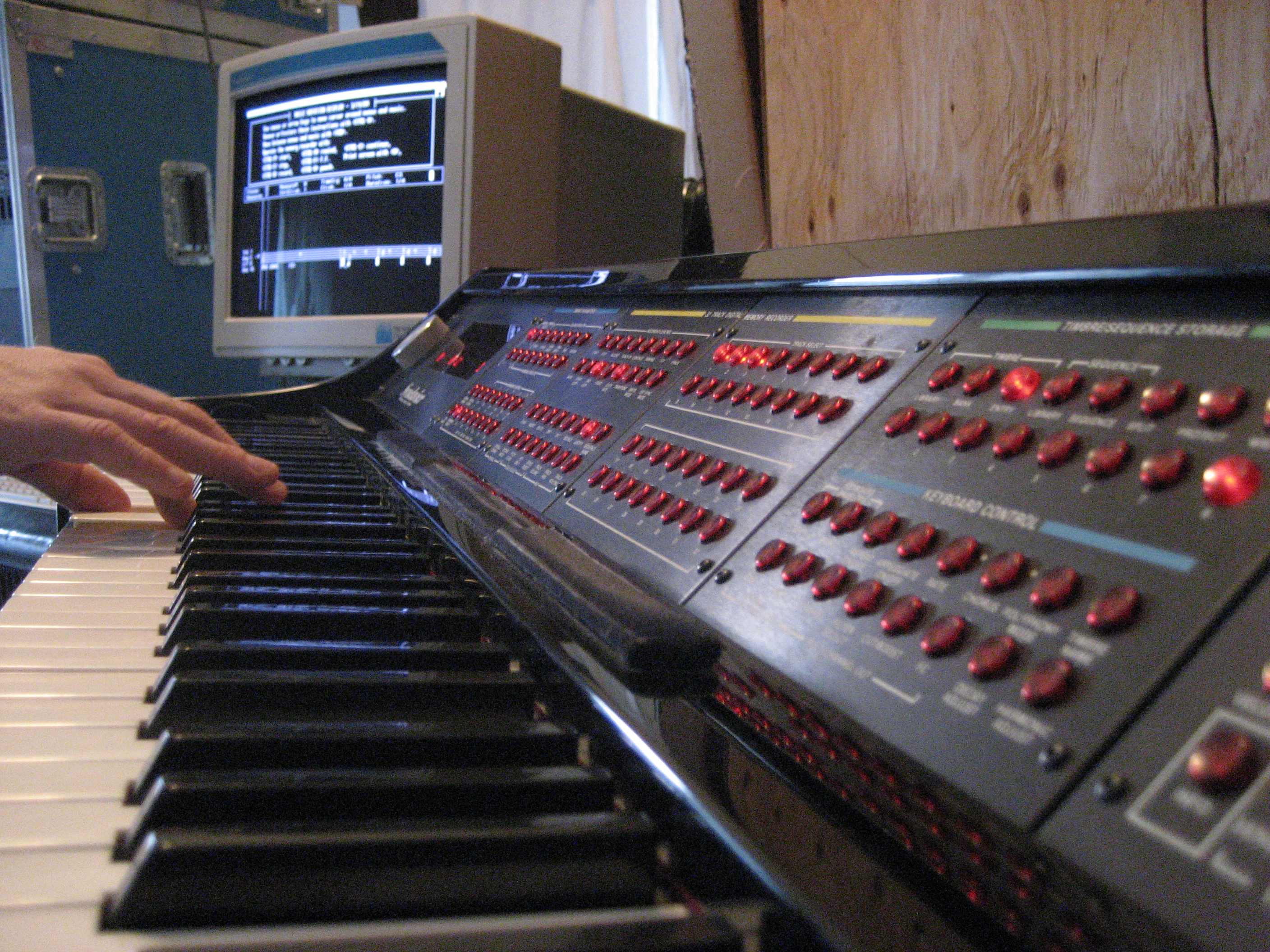
Un Synclavier VPK

Le Synclavier est le premier synthétiseur numérique, commercialisé en 1975 par la société New England Digital Corporation (NEDco). Il a été créé par Sydney Alonson, Cameron Jones et le compositeur Jon Appleton.

## Histoire
C'est en 1972 que naît le premier prototype : le Dartmouth Digital Synthesizer. En fait, c'est le premier ordinateur spécialisé dans le contrôle d'un synthétiseur. Ce système fut développé par une équipe de techniciens à l'école d'ingénieur Thayer de l'université de Dartmouth dans l'État du New Hampshire aux États-Unis. Le projet est animé par une petite équipe composée de deux ingénieurs : Sydney Alonso (électroniques) et Cameron Jones (logiciels). Mais les deux ingénieurs se sont lancés dans ce projet sous l'impulsion du compositeur de musique Jon Appleton. Dans ce projet ce dernier s'est plus impliqué dans les contraintes de l'interface utilisateur et dans l'ergonomie pour les musiciens.
Après le développement du Dartmounth Digital Synthesizer, les trois hommes se lancent dans la création d’une société pour lancer la production du synthétiseur. En effet, la création et la mise au point de la machine prototype eut lieu dans l'enceinte de l'université de Dartmouth, mais la production n'aurait jamais pu être envisagée dans ce genre d'infrastructure.
Ainsi, après son développement au Dartmouth College, cette machine a été manufacturée et distribuée, sous le nom de Synclavier 1, par une compagnie commerciale.
En 1975 est créée la New England Digital Corporation (NEDco), par la suite le nom sera simplifié en NED.

## Description

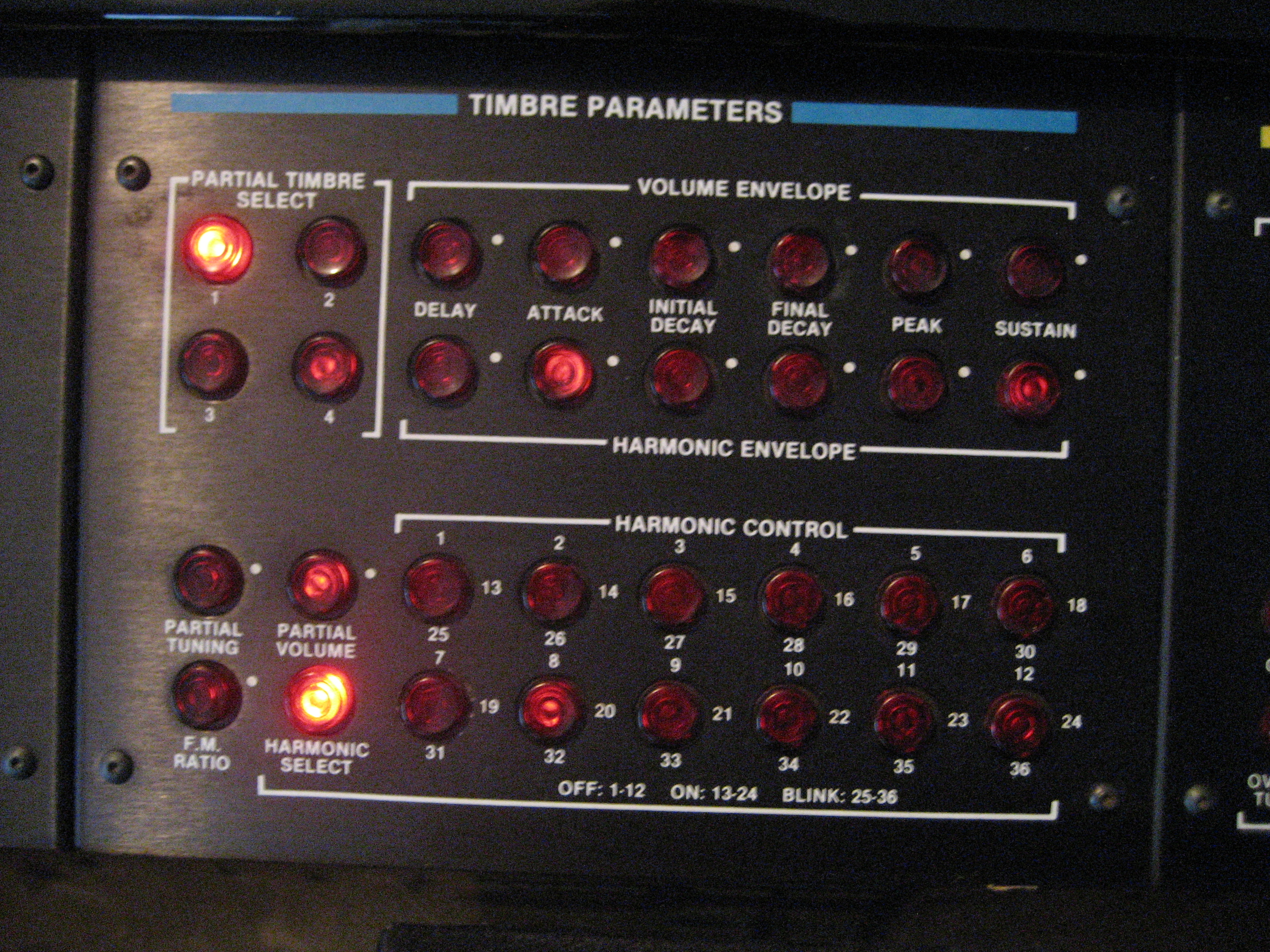
Panneau du Synclavier

Le Synclavier peut être décrit comme un synthétiseur numérique de sons, piloté par un ordinateur, et associé à des organes périphériques d'entrée de données, d'affichage et de mémorisation.
Ces organes sont, en raison de la vocation du dispositif, portables, et de performances modestes. Ils diffèrent selon les configurations des systèmes, choisis pour des activités musicales particulières. Ainsi, la configuration la plus courante est-elle organisée autour du périphérique de commande et d'affichage comprenant un clavier, un jeu de commutateurs et de potentiomètres.
À l'aide de ce périphérique, il est possible d'accomplir des opérations très variées. C'est aussi la configuration du modèle Synclavier I. La mémoire de masse est constituée par une unité de deux lecteurs/enregistreurs de mini-disquettes à faible capacité. L'une des disquettes est entièrement remplie par les programmes du système d'opération et le compilateur du langage XPL, en binaire. L'autre disquette est disponible pour les opérations de synthèse, c’est-à-dire qu'elle contient d'abord la bibliothèque de procédures Synsubs, destinée à commander le synthétiseur, ainsi que les programmes de l'utilisateur.

## Le processeur ABLE
La partie calculateur du Synclavier est en fait un vrai ordinateur appelé Bellevue. Cet ordinateur a un processeur qui est uniquement composé de circuits électroniques de technologie TTL (c’est-à-dire relativement simples). À l'époque il n'y avait pas encore de VLSI ou d'EPLD. Les composants les plus complexes que l'on trouve dans la partie calculateur des Synclavier sont les contrôleurs de disquettes, UART, convertisseurs, et quelques PROM et EPROM.
C'est un ordinateur qui travaille avec des mots de 16 bits. Il est capable d'effectuer des calculs scientifiques. La mémoire centrale s'étend jusqu'à 64 k-mots (de 16 bits) directement adressables, c’est-à-dire en tout 128 Ko de RAM. Le bus est relativement sophistiqué : il y a un bus d'adresse de 16 bits, un bus de donnée de 16 bits, etc. Son architecture matérielle est modulaire. C’est-à-dire qu'il est possible d'ajouter une carte d'extension facilement en lui attribuant une adresse unique. Cette carte sera accessible par cette adresse unique et le clavier gère des interruptions. Pour se remettre dans le contexte de l'époque, les circuits RAM des cartes mémoires sont adressables bit-à-bit, c’est-à-dire qu'à une adresse correspond un seul et unique bit… Il faut faire une carte relativement complexe pour travailler avec des mots de 16 bits (un pilote qui gère 16 circuits).
À cause de son utilisation dans un certain nombre de projets de la NASA, la documentation technique de la partie processeur (ABLE) est toujours introuvable, car classée secret défense par le gouvernement des États-Unis.

## Le synthétiseur de son
Le synthétiseur de son lui-même est construit comme une architecture fixe, associant des ressources d'une manière déterminée. Il comprend seize oscillateurs s'étendant de 6 Hz à 100 kHz. L'octave est divisé en 1 000 degrés. Les tables d'ondes peuvent être au nombre de quatre, et sont définies à l'aide d'un tableau de 256 points, les valeurs d'amplitude étant représentées sur 8 bits (entre O et 255) lors de la compilation, mais sont décrites sur une échelle de 101 points. Toutefois, la période définie est normalisée avant son emploi. La table peut être écrite en cours d'exécution, et l'opération prend quelques millisecondes. La machine comprend quatre canaux de sortie. Chaque sortie ne peut recevoir qu'un groupe déterminé de quatre signaux, i.e. les oscillateurs de rang 4 : 0, 4, 8, 12 ; 1, 5, 9, 13 ; 2, 6, 10, 14 et 3, 7, 11, 15. Les oscillateurs sont disponibles indépendamment, comme un banc, et peuvent être connectés en configuration de modulation de fréquence. L'organisation de cette modulation est également fixe, et est liée à la distribution des oscillateurs. Dans le cas de la modulation multiple, elle ne peut être parallèle, mais en cascade, par groupe de 4. L'oscillateur de rang O module celui de rang 4, qui lui-même peut moduler celui de rang 8, qui module celui de rang 12, lui-même pouvant fermer le circuit en modulant le O. On a ainsi la séquence : O ~ 4 ~ 8 ~ 12 ~ O. Il en va de même pour les oscillateurs de rang 1, 2 et 3. La structure rigide qui lie les oscillateurs en modulation de fréquence ne permet pas de réaliser des instruments dans lesquels la fréquence porteuse est modulée simultanément par deux modulantes ou plus ; il n'est pas possible non plus de commander deux porteuses à l'aide du même oscillateur modulant, comme c'est l'usage dans la simulation instrumentale pour créer un effet de formant.
La fréquence la plus basse qu'on puisse produire sur le Synclavier est 6 Hz. Il n'est donc pas possible de faire jouer à l'un des oscillateurs le rôle de générateur d'enveloppe. Un dispositif câblé remplit ce rôle, en interpolant linéairement entre deux points d'inflexion de la courbe-enveloppe. Il n'est pas possible, alors, d'envisager des profils exponentiels, autrement qu'en faisant appel à la production, par programme, d'une telle courbe, stockée dans une table, et dont les valeurs successives serviront à multiplier l'amplitude instantanée d'un échantillon. On retrouve alors le problème de l'évaluation de l'incrément dans la table, technique sur laquelle repose la synthèse directe, qui nécessite un calcul non négligeable, si l'on désire conduire une évolution souple, sans discontinuités : il faut alors réaliser une coûteuse interpolation. La production purement logicielle d'une enveloppe dynamique invoque les contraintes et marque les limites de la synthèse mixte. Les enveloppes sont réalisées par un interpolateur câblé.
Le Synclavier est une évolution d'un prototype nommé The Dartmouth Digital Synthesizer. Ce prototype, promu par le biais d'un disque publicitaire, devient le Synclavier et est commercialisé en 1977. La version II de 1979 connait le succès grâce à une meilleure interface.
C'est avec le Fairlight la première machine de synthèse numérique complète, une « workstation » (station de travail) capable d'échantillonner, séquencer et synthétiser des sons suivant plusieurs méthodes. Le Synclavier était décliné en plusieurs versions, et de nombreuses options étaient disponibles, comme une carte permettant la synthèse FM, ou un rack direct-to-disk. Les versions 3200, 6400, 9600 se succèdent pendant les années 1980.
NED fait faillite en 1992 mais la compagnie est recrée en 1993 sous le nom The Synclavier Company, LLC. Celle-ci disparaît en 1995, les stocks et les brevets matériels ont été repris par la société Demas, Inc de Brian George qui modernise et continue à faire évoluer le Synclavier, la partie logiciel a été rachetée en partie par Cameron W. Jones qui a créé la société Synclavier Digital. Depuis il s'occupe de la partie logiciel déporté, c’est-à-dire pour les versions dont l'unité de calcul (Able) est remplacée par une émulation (en fait au début mais sur les dernières versions le code est natif OS/9 et OS/X) sur Macintosh.
Avec un prix de vente très élevé, le Synclavier est destiné aux musiciens professionnels.

## Caractéristiques techniques
Elles sont variables en fonction des modèles, et des processeurs Able.

### Synclavier I
- Polyphonie FM : de 4 à 16 voix (mono)
- Synthèse : FM, additive
- Séquenceur : 16 pistes
- Claviers : en option
- Mémoire système : 8 kio à 128 kio
- Lecteur de disquette : SFSD en 5"1/4 ou en 8"
- Contrôles : CV, CAN, CNA, RS232, Timer
- Valeur : 29 000 $

### Synclavier II
- Polyphonie FM : de 8 à 128 voix (mono ou stéréo)
- Polyphonie échantillon : de 1 à 96 voix (mono ou stéréo)
- Échantillonnage : sur 16 bit, avec une fréquence d'échantillonnage maximum de 100 kHz
- Synthèse : FM, additive
- Séquenceur : de 16 pistes à 1024 pistes
- Claviers : ORK (76 touches lestées), et VPK (76 touches touché pianos avec vélocité et aftertouch)
- Mémoire système : 8 kio à 128 kio
- Mémoire étendue (pour les séquences) : 128 kio à ~8 Mio
- Mémoire pour les échantillons de 256 kio à ~8 Mio
- Lecteur de disquette : SFDD et par la suite, SFHD (au format 5"1/4)
- Disque dur externe ESDI et par la suite, SCSI
- Contrôles : MIDI, CVgate, VITC, SMPTE, Trigger
- Valeur : de 29 000 à 200 000 $

### Synclavier PSMT
- Polyphonie FM : de 8 à 128 voix (mono ou stéréo)
- Polyphonie échantillon : de 1 à 128 voix (mono ou stéréo)
- Échantillonnage : sur 16 bits, avec une fréquence d’échantillonnage maximum de 100 kHz (ou fixe de 44,1, 32, 48, 88,2 et 96 kHz)
- Synthèse : FM, additive
- Séquenceur : de 16 pistes à 1 024 pistes
- Arpégiateur,
- Claviers : ORK 76 touches lestées, avec vélocité et aftertouch
- Mémoire système : 8 kio à 128 kio
- Mémoire pour les échantillons de 256 kio à 768 Mio
- Disque dur externe SCSI
- Contrôles : MIDI, CV, VITC, SMPTE, Trigger
- Valeur : de 130 000 à 1 000 000 $

### Synclavier 3200
- Polyphonie FM : de 8 à 128 voix (mono ou stéréo)
- Polyphonie échantillon : de 1 à 128 voix (mono ou stéréo)
- Échantillonnage : sur 16 bits, avec une fréquence d’échantillonnage maximum de 100 kHz (ou fixe de 44,1, 32, 48, 88,2 et 96 kHz)
- Synthèse : FM, additive
- Séquenceur : de 16 pistes à 1 024 pistes
- Arpégiateur,
- Claviers : ORK 76 touches lestées, avec vélocité et aftertouch
- Mémoire système : 8 kio à 128 kio
- Mémoire pour les échantillons de 256 kio à 768 Mio
- Disque dur externe SCSI
- Contrôles : MIDI, CV, VITC, SMPTE, Trigger
- Valeur : de 29 000 à 200 000 $

### Synclavier 6400
- Polyphonie FM : de 8 à 128 voix (mono ou stéréo)
- Polyphonie échantillon : de 1 à 128 voix (mono ou stéréo)
- Échantillonnage : sur 16 bits, avec une fréquence d’échantillonnage maximum de 100 kHz (ou fixe de 44,1, 32, 48, 88,2 et 96 kHz)
- Synthèse : FM, additive
- Séquenceur : de 16 pistes à 1 024 pistes
- Arpégiateur,
- Claviers : ORK 76 touches lestées, avec vélocité et aftertouch
- Mémoire système : 8 kio à 128 kio
- Mémoire pour les échantillons de 256 kio à 768 Mio
- Disque dur externe SCSI
- Contrôles : MIDI, CV, VITC, SMPTE, Trigger
- Valeur : de 29 000 à 200 000 $

### Synclavier 9600
- Polyphonie FM : de 8 à 128 voix (mono ou stéréo)
- Polyphonie échantillon : de 1 à 128 voix (mono ou stéréo)
- Échantillonnage : sur 16 bits, avec une fréquence d’échantillonnage maximum de 100 kHz (ou fixe de 44,1, 32, 48, 88,2 et 96 kHz)
- Synthèse : FM, additive
- Séquenceur : de 16 pistes à 1 024 pistes
- Arpégiateur,
- Claviers : ORK 76 touches lestées, avec vélocité et aftertouch
- Mémoire système : 8 kio à 128 kio
- Mémoire pour les échantillons de 256 kio à 768 Mio
- Disque dur externe SCSI
- Contrôles : MIDI, CV, VITC, SMPTE, Trigger
- Valeur : de 29 000 à 200 000 $

## Artistes ayant fait usage du Synclavier
- Laurie Anderson
- Asia
- Wally Badarou
- Buggles
- Kate Bush
- Suzanne Ciani
- The Cure
- Depeche Mode
- Dire Straits
- Geoff Downes
- Genesis
- Robert Henke
- Michael Jackson
- Trevor Jones
- Tetsuya Komuro
- Kraftwerk
- John McLaughlin
- Pat Metheny
- New Order
- Pink Floyd
- Jean-Luc Ponty
- Michel Redolfi
- Soft Cell
- Sting
- Tangerine Dream
- Vangelis
- Kim Wilde
- Stevie Wonder
- Yes
- Frank Zappa